# Suvaran, Hınıs
Suvaran là một khu phố ở đô thị và huyện Hınıs, thuộc tỉnh Erzurum ở Thổ Nhĩ Kỳ. Dân số của nó là 104 (2022).